# Kammerlinghorn
Kammerlinghorn är ett berg i Österrike, på gränsen till Tyskland. Det ligger i den centrala delen av landet, 280 km väster om huvudstaden Wien. Toppen på Kammerlinghorn är 2 041 meter över havet.
Terrängen runt Kammerlinghorn är huvudsakligen bergig, men åt sydost är den kuperad. Närmaste större samhälle är Saalfelden am Steinernen Meer, 13,7 km söder om Kammerlinghorn. 
I omgivningarna runt Kammerlinghorn växer i huvudsak barrskog. Runt Kammerlinghorn är det ganska tätbefolkat, med 116 invånare per kvadratkilometer.